# 山本泰 (社会学者)
山本 泰（やまもと やすし、1951年2月23日 -2023年6月7日）は、日本の社会学者。専門は社会学理論、社会調査、現代社会論。東京大学名誉教授。
東京都生まれ。大阪府立北野高等学校卒。1974年東京大学文学部社会学科卒。1978年同博士課程中退、助手。指導教官は高橋徹。
1982年東京大学教養学部助教授。1996年同教授を経て、同大学院総合文化研究科教授（相関社会科学）。2016年に定年退任となり、同大学名誉教授。
妻は文化人類学者の山本真鳥。門下生に砂原庸介（神戸大学大学院法学研究科教授）、鶴見太郎（東京大学大学院総合文化研究科准教授）、森川美絵（津田塾大学教授）、堀田真吾（外務省）など。
2023年6月7日に死去、72歳没。没後瑞宝中綬章を受賞。正四位。

## 著作

### 共著
- （山本真鳥）『儀礼としての経済：サモア社会の贈与・権力・セクシュアリティ』弘文堂、1996年。ISBN　978-4-335-56088-0

### 編著
- 『教養のためのブックガイド』（小林康夫共編）東京大学出版会、2005年。ISBN　978-4-13-003323-7
- 『社会学ワンダーランド』（佐藤健二・佐藤俊樹共編著）新世社、2013年。ISBN　978-4-88384-193-6

### 翻訳
- マイケル・クイン・パットン（英語版）『実用重視の事業評価入門』（大森弥監修・長尾眞文共編訳）清水弘文堂書房、2001年。ISBN 4-87950-543-9

## 最近の研究・教育状況
東京大学高校生のための金曜特別講座にて「市場経済は生き残れるか」という題で講義を行った。(2008.10.3)

## 参考
- 『駒場1991』『駒場2001』